# Ommata collaris
Ommata collaris är en skalbaggsart som först beskrevs av Audinet-serville 1833.  Ommata collaris ingår i släktet Ommata och familjen långhorningar. Inga underarter finns listade i Catalogue of Life.